# È nata una stella (Rita Pavone)
 È nata una stella è un album discografico della cantante italiana Rita Pavone, pubblicato nel 1966 dalla RCA Italiana.

## Descrizione
L'album contiene prevalentemente brani già editi su 45 giri com'era consuetudine in quegli anni per i long playng, di cui alcuni già pubblicati nel primo album omonimo della cantante: La partita di pallone, Come te non c'è nessuno, Alla mia età, Il ballo del mattone, Sul cucuzzolo, Stasera con te e Lui, questi ultimi già apparsi nell'album del 1965 Stasera Rita, più altri brani pubblicati fino a quel momento solo su 45 giri come Datemi un martello, Cuore e Che m'importa del mondo.

## Edizioni
L'album fu pubblicato in Italia in LP dalla RCA Italiana per la Serie Special, con numerazione di catalogo a parte e prezzo economico (1.800 lire invece delle consuete 2.700 lire), con numero di catalogo S 20. L'album fu pubblicato anche negli Stati Uniti con il titolo The Best Of Rita Pavone dalla RCA Victor con numero di catalogo FSP-193, mantenendo la stessa tracklist italiana. 
Non esiste una versione pubblicata in CD, download digitale o per le piattaforme streaming.

## Tracce
1. La partita di pallone
2. Come te non c'è nessuno
3. Datemi un martello
4. Alla mia età
5. Solo tu
6. Stasera con te
7. Cuore
8. Sul cucuzzolo
9. T'ho conosciuto
10. Lui
11. Il ballo del mattone
12. Che m'importa del mondo

## Formazione
- Rita Pavone - voce
- Luis Enriquez Bacalov - arrangiamento orchestra
- Ennio Morricone - arrangiamento orchestra (traccia 6)
- I 4 + 4 di Nora Orlandi - cori (tracce 2-4, 7-9, 11-12)
- I Cantori Moderni di Alessandroni - cori (tracce 5-6, 10)
- Coro di Franco Potenza - cori (traccia 8)